# Pardilhó
Pardilhó is een plaats (freguesia) in de Portugese gemeente Estarreja en telt 4175 inwoners (2001).